# Szent Péter és Pál-plébániatemplom (Csobotfalva)
A Csobotfalvi Szent Péter és Pál-plébániatemplom a Csíki-medence egyik legrégebbi egyházi építménye. A Szent Péter és Pál apostolok tiszteletére szentelt templom a Csíksomlyóhoz tartozó Csobotfalván, a tízes fölötti magaslaton áll.
A Kájoni János utca 53. szám alatti plébániatemplom Románia műemlékeinek 2010-es hivatalos jegyzékében a HR-II-a-A-12724 sorszámon szerepel.

## Története
A jelenlegi Szent Péter és Pál-plébániatemplom helyén Árpád-kori templom állott, amely már az 1333. és az 1334. évi pápai tizedjegyzékben szerepelt. A templomot a XV. században építették át gótikus stílusba.
A középkori templom hossza 15 öl, szélessége 4,5 öl volt, szentélyét boltozat, hajóját sík mennyezet fedte. Az egykori templom bejáratai a nyugati és déli oldalon voltak, harangtornyában az 1595-ös évszámot jelző harang állt.
A följegyzések szerint a templomnak szobrokkal díszített szárnyasoltára, kőből faragott szentségtartó fülkéje és keresztelőmedencéje volt. A korabeli leírás a Sándor-család kápolnáját is megemlíti.
A XV. században átépített templom stílusjegyeit legfőképpen a torony őrzi. A templom tornyán szereplő 1680-as évszám a javítás és bővítés idejét jelzi. Ehhez kapcsolódik az 1681-es adat, mely szerint Vitus Pilutius marianopoli érsek két új mellékoltárt szentelt fel Szűz Mária és Szent István tiszteletére. Az átépített gótikus templom hajóját sima boltozat fedte, a szentély boltíves volt.
A gótikus templomot roskadozó állapota és kicsiny mérete miatt lebontották. 1795-1805 között a régi templom köveinek felhasználásával – az egyházközség költségén – új templomot építettek. 1823-ban a tornyát is megmagasították.
A mai Csobotfalvi Szent Péter és Pál-plébániatemplom neobarokk stílusban épült. Román kori maradványokat is őriz, ilyen a két oldalán látható két félköríves ajtókeret és a befalazott oldalbejárat.
Orbán Balázs így ír a templomról:
“A templom maga új ugyan, de tornya nagyon régi, régibb, mint a homlokzatán levő ezen felirat: “A.D. 1680. In honorem S.S. Petri et Pavli Apost“ mutatná, mert az erős, egészen kőből épült támoszlopos torony főbejárata köríves, és köríves a toronyhoz toldott előcsarnokok két ajtaja is, melyek egyikén a régi kriptába jártak be. Úgy régi az e toronyban levő harmadik harang is, melyen ezen latin betűjű körirat van:
VERBUM DOMINI MANET IN AETERNVM. 1595."
A templomerődbe fedett falépcső vezet fel. A plébániatemplom tornyának két ajtója román kori félköríves kőkerettel díszített, ugyancsak román kori stílusra utal a torony alsó része is. Az egyik ajtó a kriptához vezet. Ablakainak töredékes kőkeretei középkori eredetűek.
A ma is álló, saroktámpilléres, csúcsíves harangtorony a Domus Historia szerint 1677-1683 között épült.
A középkori templom öröksége az egykori szárnyasoltár, amelyet a templom újjáépítésekor eltávolítottak, és 1888-ban szétbontottak.
Az oltár két szárnyképe a budapesti Szépművészeti Múzeumba került. Az oltárszekrényt és predellát, a pilasztereket és a képeket 1911-ben az Erdélyi Múzeumba helyezték el. Később az oltár középső képét is a Szépművészeti Múzeum vette át.
A szárnyasoltár készítési ideje a Jagelló kori címere és stílusa alapján 1510-1520 közé tehető. Ez a címer a jobb oldalon van elhelyezve, a bal oldalon pedig a székely címer látható.
Az oltár középső képe Szűz Máriát ábrázolja, Szent Péter, Szent Pál, Szent Ferenc, Szent Domokos között. A főoltárhoz szorosan kapcsolódó Mária oltár képei Dürer és Cranach metszetek hatására készültek.
A XVI. századból származik a kisebb szárnyasoltár, amelyet a Szépművészeti Múzeumban őriznek.
Az 1520-as években készült Vir dolorum, amely egykor a Szent Péter templomban volt látható, jelenleg a Csíki Székely Múzeumban található.
A templomot 1911-ben színes ablakokkal és művészi falfestményekkel újították fel.
A templomot jelenleg (2015) felújítják, lezárt munkaterület.

## Régészeti ásatások
A Csíki Székely Múzeum munkatársai 2002-2005 között régészeti ásatásokat végeztek a mai templom északnyugati részében. A kutatás nyomán feltárták a középkori templom északi hajó- és szentély falát.
A feltárások azt igazolják, hogy nagy valószínűséggel már a 12. században állt ott egy kőtemplom.
Az ásatások nyomán megállapították, hogy a gótikus szentélyt a 15. században egy korábbi hajófalhoz építették hozzá. A templomot a 16. századig többször átépítették, a torony a 17. században készült. A Sándor-kriptát a 18. század elején építették, és a templom északnyugati részéhez csatolták.
Az ásatások alkalmával közel 80 sírt tártak fel, amelyek különböző temetkezési szokásokat tükröznek.

## Pünkösdi búcsúsok a templomban
A csíksomlyói pünkösdi búcsú egyik legjelentősebb helyszíne a Szent Péter és Pál-plébániatemplom. Búcsúsok százai, elsősorban a moldvai csángók töltik ott a szombatról vasárnapra virradó éjszakát. Virrasztani, imádkozni és aludni szoktak a templomban.
Pünkösd szombat délután a templomban “csángó” misét tartanak, és ott őrzik a moldvai magyarok búcsús keresztjét és lobogóját is.

## Búcsúja
A Szent Péter és Pál-plébániatemplom búcsúját június 29-én tartják, védőszentjei: Szent Péter és Pál apostol ünnepén.